# San Pedro (Laguna)

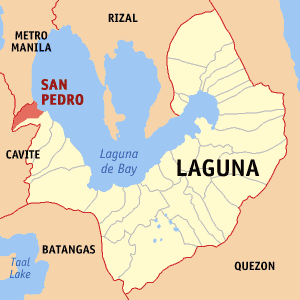
San Pedros läge i Laguna

San Pedro är en ort i Filippinerna som ligger i provinsen Laguna i regionen CALABARZON. Den har 231 403 invånare (folkräkning 1 maj 2000).
San Pedro räknas officiellt inte som stad utan är en kommun. Kommunen är indelad i 20 smådistrikt, barangayer, varav samtliga är klassificerade som tätortsdistrikt.